# Игор Нето
Игор Нето е съветски футболист и треньор. Дългогодишен капитан на „Спартак“ Москва и СССР.

## Кариера
Смятан е за един от най-великите футболисти в историята на „Спартак“. 12 пъти е попадал под номер 1 в „Списък 33 най-добри“. През 1956 г. става олимпийски шампион с отбора на СССР. През 1957 г. е обявен за деветия най-добър футболист на планетата. Същата година е награден и с орден „Ленин“. През 1960 г. е капитан на отбора на СССР, станал европейски шампион. След края на кариерата си през 1966 г., Нето става член на КПСС.
През 2005 г., стадионът на младежкия отбор на „Спартак“ Москва е кръстен на негово име.